# Аденау
Аденау (нім. Adenau) — місто в Німеччині, розташоване в землі Рейнланд-Пфальц. Входить до складу району Арвайлер. Центр об'єднання громад Аденау.
Площа — 18,56 км2. Населення становить 2955 ос. (станом на 31 грудня 2020).

## Уродженці
- Сабіна Шміц (* 1969) — німецька автогонщиця і телеведуча.

## Галерея

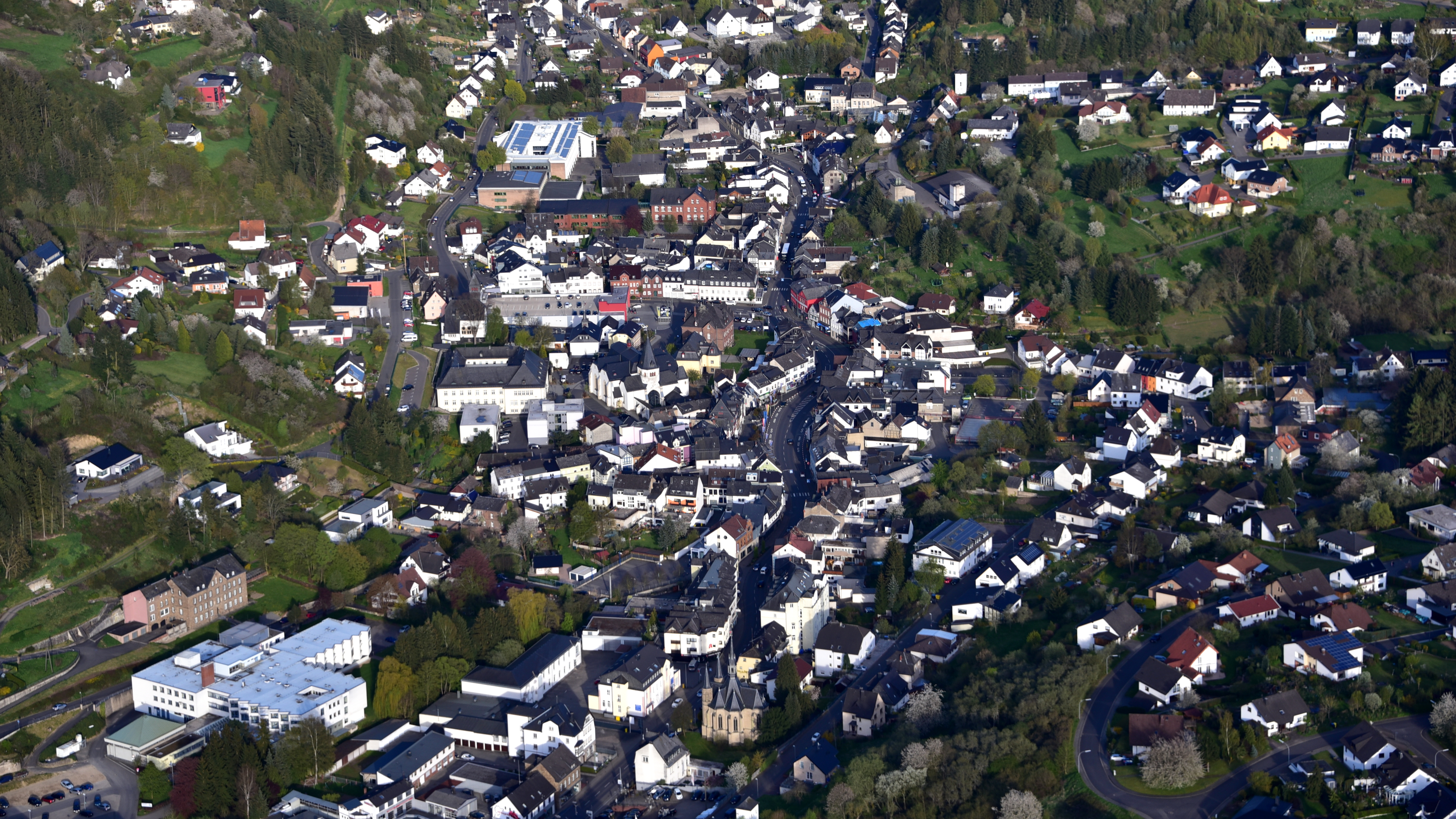
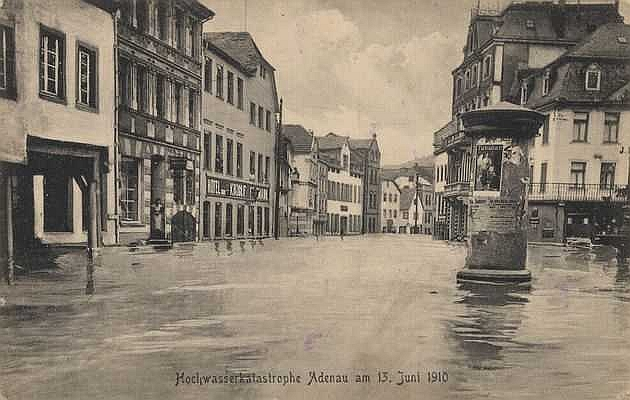
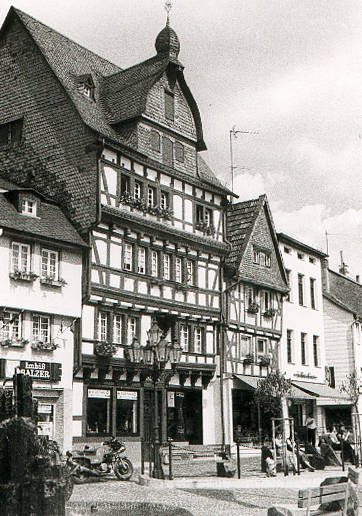
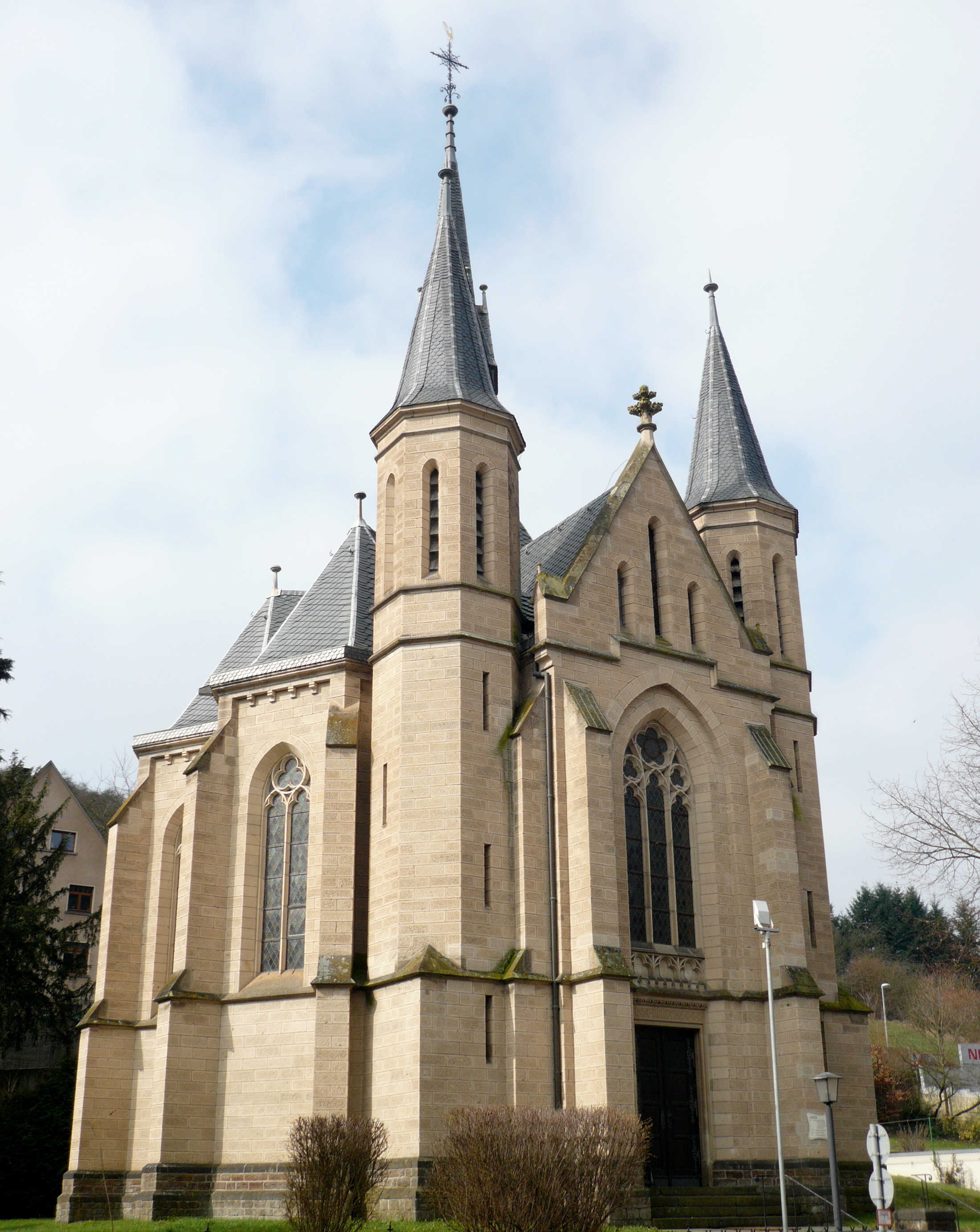